# Erythropitta palliceps
La pita de Siau (Erythropitta palliceps) es una especie de ave paseriforme de la familia Pittidae endémica de las islas de Siau y Tagulandang, del archipiélago de las Sangihe pertenecientes a Indonesia. Anteriormente se consideraba una subespecie de la pita ventrirroja.